# Alvarenga (Minas Gerais)
Alvarenga es un municipio brasileño del estado de Minas Gerais. Su población estimada en 2004 era de 4 806 habitantes.

## Geografía
El municipio posee un área de 368,46 km². Se localiza a una latitud 19º25'02" sur y a una longitud 41º43'43" oeste, a una altitud de 390 metros.

### Hidrografía
Los principales ríos
- - Ribeirão del Alvarenga
  - Ribeirão Padre Ângelo

- Cuenca: Cuenca del Río Doce

### Clima
- Temperatura: 
  - Media anual: 24,6 C
  - Media máxima anual: 31,2 C
  - Media mínima anual: 19,4 C

- Índice medio pluviométrico anual: 1162,6 mm

### Topografía%
- Plano: 1
- Ondulado: 9
- Montañoso: 90

## Transporte

### Carretera
- Distancias aproximadas a los principales centros (km): 
  - Bello Horizonte: 455
  - Río de Janeiro: 630
  - São Paulo: 940
  - Brasilia: 1.240
  - Vitória: 495

- Las principales carreteras que llegan al municipio: 
  - BR-120
  - BR-259